# Tephritis rufipennis
Tephritis rufipennis
 es una especie de insecto díptero del género Tephritis de la familia Tephritidae. Doane lo describió científicamente por primera vez en el año 1899.
Las alas tienen dos bandas oscuras. Se encuentra en California. Generalmente se encuentra donde  Baccharis es abundante.